# Сушлебино
Сушле́бино — деревня в Степановском сельском поселении Галичского района Костромской области России.

## География
Деревня расположена у реки Олешанка.

## История
Согласно Спискам населенных мест Российской империи в 1872 году деревня Шушлебино относилась к 1 стану Галичского уезда Костромской губернии. В ней числилось 11 дворов, проживало 28 мужчин и 42 женщины.
Согласно переписи населения 1897 года в деревне Шушлебино проживал 51 человек (17 мужчин и 34 женщины).
Согласно Списку населенных мест Костромской губернии в 1907 году деревня Шушлебино относилась к Вознесенской волости Галичского уезда Костромской губернии. По сведениям волостного правления за 1907 год в ней числилось 14 крестьянских дворов и 63 жителя. В деревне имелась водяная мельница. Основными занятиями жителей деревни, помимо земледелия, были малярный и плотницкий промыслы.
До муниципальной реформы 2010 года деревня входила в состав Толтуновского сельского поселения.

## Население
| Численность населения |      |      |      |      |
| Год                   | 1877 | 1897 | 1907 | 2012 |
| Жителей               | 70   | 51   | 63   | 0    |
| Крестьянских дворов   | 11   | —    | 14   | —    |

| 2008 | 2010 | 2012 | 2014 |
| ---- | ---- | ---- | ---- |
| 0    | →0   | →0   | →0   |